# Parepisparis rubra
Parepisparis rubra är en fjärilsart som beskrevs av W. Warren 1897. Parepisparis rubra ingår i släktet Parepisparis och familjen mätare. Inga underarter finns listade i Catalogue of Life.